# Mikael Ishak
Mikael Ishak (Estocolmo, 31 de março de 1993) é um futebolista sueco que joga como Atacante. Atualmente joga no Lech Poznan.
Defende atualmente as cores do Lech Poznan, Polônia. Está na seleção sueca desde 2015.

## Títulos
Suécia
- Campeonato Europeu Sub-21: 2015

Lech Poznań
- Campeonato Polonês de Futebol: 2021–22